# 比德马拉
比德马拉，是西班牙卡斯蒂利亚-莱昂萨莫拉省的一个市镇。 总面积26平方公里，总人口189人（2001年），人口密度7人/平方公里。